# Rue du Havre (téléfilm)
Pour les articles homonymes, voir Rue du Havre.
Rue du Havre est un téléfilm français réalisé par Jean-Jacques Vierne, diffusé en 1962 sur la RTF, tiré d'un roman éponyme de Paul Guimard.

## Fiche technique
- Titre : Rue du Havre
- Réalisation : Jean-Jacques Vierne, assisté de Philippe Joulia et Maurice Failevic
- Scénario : Jean-Jacques Vierne et Paul Guimard d'après son roman
- Dialogues : Paul Guimard
- Musique : Jean Wiener
- Date de sortie : 1962

## Distribution
- Yori Bertin : Catherine
- Marc Michel : François
- François Vibert : Julien
- Claire Duhamel : Viviane
- Jacques Duby : Zingel
- Jean Ozenne : Delamotte-Vaillard